# 太和桥
太和桥位于山东省济宁市任城区阜桥街道太和桥街，是一座始建于明代的砖拱券结构敝肩桥。
太和桥位于府河（南北小府河）之上，得名于枣店阁太和宫。是古运河水系遗留的主要景观。2001年，济宁市人民政府将太和桥列入济宁市文物保护单位。
2012年相关报道称，太和桥是太和桥南北街至虎口路通往运河南路的必经之路。桥梁可通行行人、自行车，以及电动车。同时，桥梁中间设置障碍阻止重型车辆通过。因年代久远，太和桥桥面已出现严重塌陷，两铡栏杆残缺不全，桥体下方的砖券脱出原桥体80多毫米，桥墩存在裂缝，随时都有崩塌的危险。
2013年10月，山东省人民政府将太和桥列入第四批山东省文物保护单位，分类为大运河遗址。其它资料显示，2013年3月时，太和桥已是第七批全国重点文物保护单位——大运河在山东省济宁市的子项:33。
2015年5月14日，任城区文物局以文物保护形式开始太和桥的修缮工程，首先进行太和桥周边清淤、清理工作。5月23日，对太和桥桥体进行修缮。